# Meskerem Legesse
Meskerem Legesse (28 de septiembre de 1986 - 15 de julio de 2013) fue una corredora de fondo etíope. Ha participado en los 1.500 metros en los Juegos Olímpicos de Verano de 2004 en Atenas. Legesse se convirtió en profesional y ha participado en varios eventos de Estados Unidos a varias distancias.
Ella estableció el récord mundial juvenil en los 800 metros en interiores con un tiempo de 2:01.03 en Fayetteville, Estados Unidos el 14 de febrero de 2004. En los Juegos Olímpicos de 2004, corrió un tiempo de 4:18:03 (duodécimo lugar en un calor de primera ronda), y no avanzó a la ronda de medallas.
Legesse residía en Westport, Connecticut, y no había estado en Etiopía desde hace nueve años, desde 2004. Se retiró de funcionamiento debido a una enfermedad del corazón.
Legesse murió de repente tres semanas antes de que ella fuera a dar a luz. Ella estaba con su hijo de dos años de edad, cuando se desplomó el 15 de julio de 2013, en un restaurante en Hamden, Connecticut. Los médicos tuvieron éxito en salvar a su hijo no nacido.